# 克朗代克 (密蘇里州)
克朗代克（英語：Klondike）是位於美國密蘇里州聖查爾斯縣的非建制地區。

## 歷史
克朗代克的郵局於1898年設立，其後於1943年停運。

## 地理
克朗代克所處的海拔為高於海平面174米（即571英呎），而該地所採用的時區為UTC-6，即北美中部時區（CST）。同時該地設有夏令時間，為UTC-6調快一小時，即UTC-5（CDT）。